# Hermann Broch
Hermann Broch (født 1. november 1886 i Wien, død 30. maj 1951 New Haven) var en østrigsk forfatter og betragtes som en af de store modernister.
Født i en jødisk familie konverterede han til katolicismen i 1909. Lige efter Østrigs Anschluss den 13. marts 1938 blev Broch anholdt og fængslet for 18 dage. Årsagen var at postbudet havde angivet ham til lokale nazister for at abonnere på en kommunistisk tidsskrift. Med hjælp fra James Joyce kunne han rejse ind i Storbritannien i juli 1938. Thomas Mann og Albert Einstein sørgede for at Broch senere samme år kunne emigrere til USA, hvor han døde i 1951.
Interessen for hans værker har efter hans død været stærkt stigende og han regnes nu blandt de største tysksprogede forfattere i det 20. århundrede.

## Udvalgte værker
- Die Schlafwandler, 1931-32, da. Søvngængerne, 1966-67.
- Der Tod Des Vergil, 1945, da. Vergils død, 2006.
- Die Schuldlosen, 1950, da. De Skyldsløse, 1960.